# Glockenberg (Hannover)

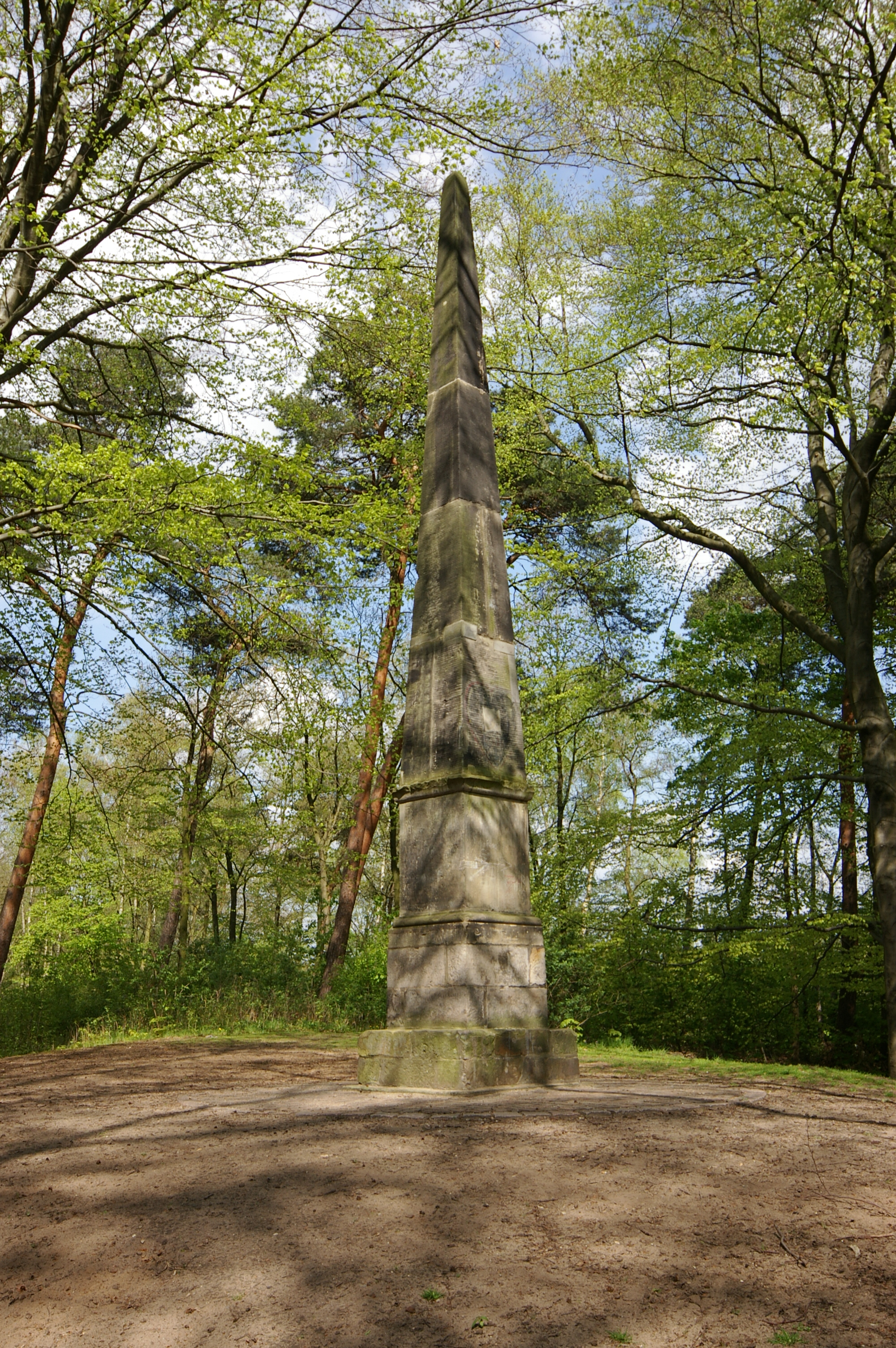
Obelisk auf dem Glockenberg

Der Glockenberg ist eine bewaldete Binnendüne im Stadtteil Marienwerder der niedersächsischen Stadt Hannover. Ihr Gipfel liegt auf 60 m ü. NHN.

## Geographie

### Lage
Der Glockenberg liegt etwa im Zentrum des Stadtteilgebiets von Marienwerder. Die Landschaft leitet nach Norden zum Mittellandkanal mit dortigem Nordhafen-West über. Von diesem besteht über den nördlich der Düne etwa in West-Ost-Richtung fließenden Roßbruchgraben zur Leine, die die Erhebung im Südosten bis Süden passiert. Rund 1 km ostnordöstlich der Düne zweigt von der aus Hannover kommenden Bundesstraße 6 die über den Südhang und etwa in Ost-West-Richtung durch Marienwerder und dann weiter durch den Garbsener Stadtteil Havelse führende Kreisstraße 21 (Garbsener Landstraße) ab.

### Naturräumliche Zuordnung
Der Glockenberg gehört in der naturräumlichen Haupteinheitengruppe Weser-Aller-Flachland (Nr. 62), in der Haupteinheit Hannoversche Moorgeest (622) und in der Untereinheit Nord-Hannoversche Moorgeest (622.1) zum Naturraum Engelbosteler Moorgeest (622.11). Nach Süden leitet die Landschaft in den Naturraum Neustadt-Stöckener Leinetal (622.10) über.

## Schutzgebiete
Auf dem Glockenberg liegen Teile des Landschaftsschutzgebiets Mittlere Leine (CDDA-Nr. 322989; 1968 ausgewiesen; 41 km² groß). Südöstlich an die Düne heran reicht das an der Leine liegende Fauna-Flora-Habitat-Gebiet Aller (mit Barnbruch), untere Leine, untere Oker (FFH-Nr. 3021-331; 180,3069 km²).

## Sonstiges
Ähnlich der sandenen Anhäufung des Alten Jüdischen Friedhofs an der Oberstraße in der hannoverschen Nordstadt, erhebt sich der Glockenberg beinahe 10 m über die ebene Talsand- und Niederterrassenfläche der Leine.
Auf der Düne wurde als Teil des Landschaftsparks Hinüberscher Garten ein rund 15 m hoher Obelisk aufgestellt. Das denkmalgeschützte Werk stellte in Verlängerung des Weges zum südlich gelegenen Kloster Marienwerder ehemals einen point de vue dar.
Zwischen Dünengipfel und Garbsener Landstraße liegt der Friedhof Marienwerder.
Zwischen dem Glockenberg und dem Friedhof Marienwerder findet sich zudem der Bunker des Lagerkommandanten des KZs Hannover-Stöcken (Akkumulatorenwerke). An das Schicksal der rund 1500 Häftlinge und Zwangsarbeiter erinnert das an der Garbsener Landstraße nahegelegene Mahnmal von Hans-Jürgen Breuste.